# Kärsö gård

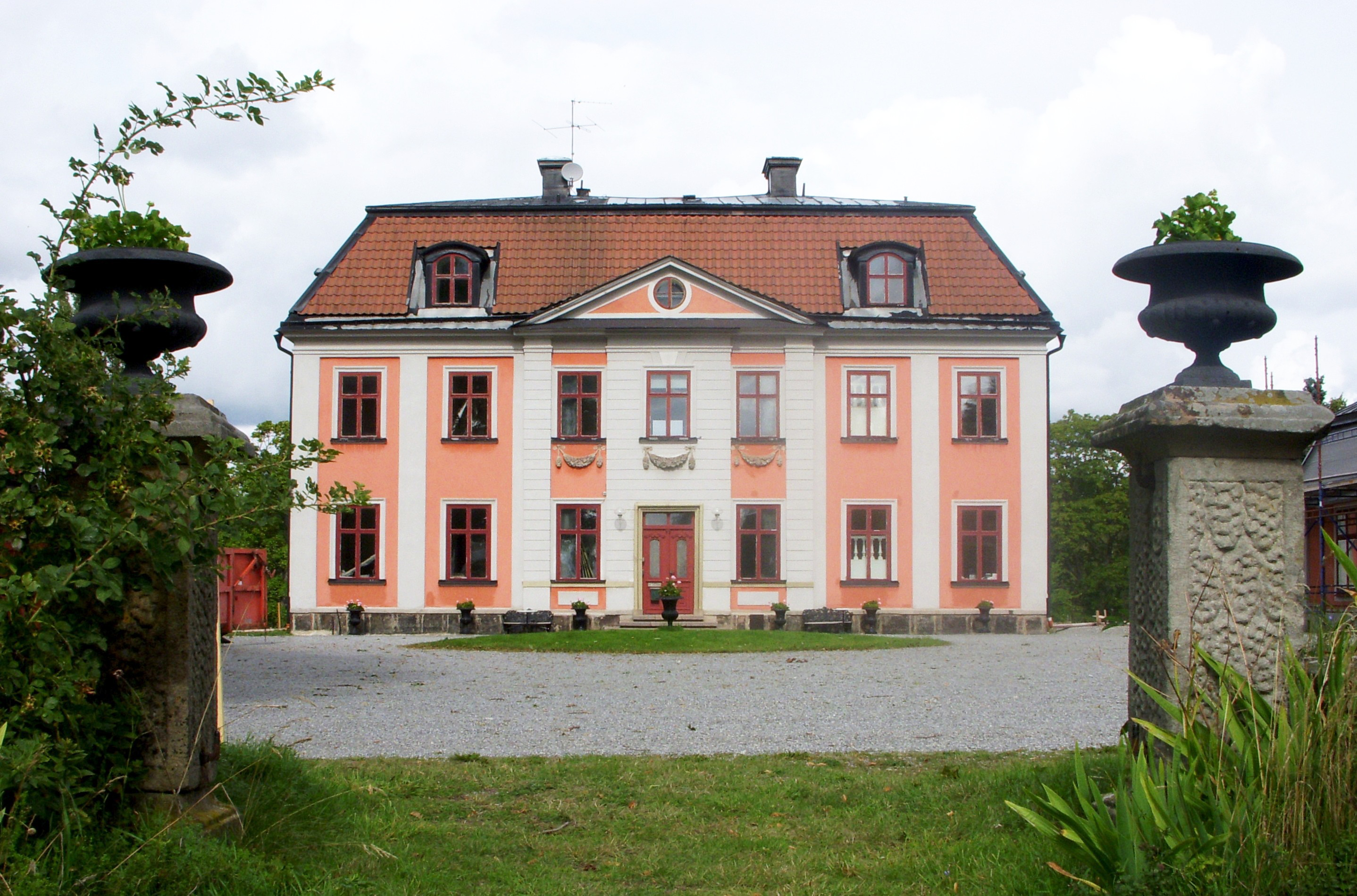
Kärsö gård, entrésidan i juni 2008.

Kärsö gård, även Kersö gård, ligger på en udde av Kärsön vid Långtarmen i Mälaren, Ekerö kommun. Utöver huvudbyggnaden som återuppfördes 1757 efter en brand finns bland annat lusthus, duvslag, badhus och paviljong från slutet av 1800-talet. Delar av murverket i källarvåningen kan vara av medeltida ursprung. Gården är sedan 1999 ett statligt byggnadsminne.

## Historik
Kärsö gård omtalas för första gången år 1287 med biskop Bengt Birgersson som ägare. 1288 donerade biskopen gården till Klara kloster i Stockholm. Vid reformationen övertog kronan ägorätten till egendomen. Kärsö gård var förmodligen befäst redan under biskop Bengts tid, då den ligger mycket strategiskt vid Kärsösund och Långtarmen. Kärsön, som numera hänger ihop med Ekerön var fram till medeltiden en friliggande ö.
År 1627 kom den då fem hemman stora byn Kärsö i adlig ägo genom Johan Skytte. På 1670-talet bebyggdes egendomen till säteri av den dåvarande ägaren kammarrådet Joel Gripenstierna. Från den tiden existerar Erik Dahlberghs något idealiserande illustration av gårdsanläggningen i Sueciaverket. Han visar en mindre palatsbyggnad i Jean de la Vallés stil och utelämnar inte den väderkvarn, som Gripenstierna låtit uppföra. Kierrsö syns även som en av miniatur-akvarellerna på Gripenhielms Mälarkarta från 1689. En fasadritning i Sueciasamlingen visar huvudbyggnad och flyglar lagda tät ihop och med höga mellandelar på säteritaken, arkitekten är okänd och ritningen bär påskrift "das Steinhaus" och "Kiersöö Hr. Gripenstiärnas". Fasaden med de säregna, kurartade takmellandelarna med sparsamma fönsterhål är tung och monoton, varför man antar att en ritkunnig murmästare, den från Tyskland invandrade Mårten Hack är upphovsmannen (se sista källan). Förslaget blev inte utfört utan ritningarna omarbetades så som Sueciagravyren visar. Hack utförde även murningsarbetena vid Stavsunds slott på Ekerö under 1670- och 80-talen. Här arbetade han dock efter arkitektritningar av någon av de ledande arkitekterna. 
År 1694 drogs gården in till kronan och utarrenderades 1698 som kronosäteri. Därefter fanns ett tiotal arrendatorer. 1755 brann huvudbyggnaden, men återuppbyggdes redan två år senare. Fasaderna hade nästan helt klarat branden. 1856 friköptes gården av ryttmästare Carl Johan Sylvander. 1857 blev konditorn Ferdinand de la Croix ägare och 1882 Gustaf Rikard Lagergren.

### Fasadritningar

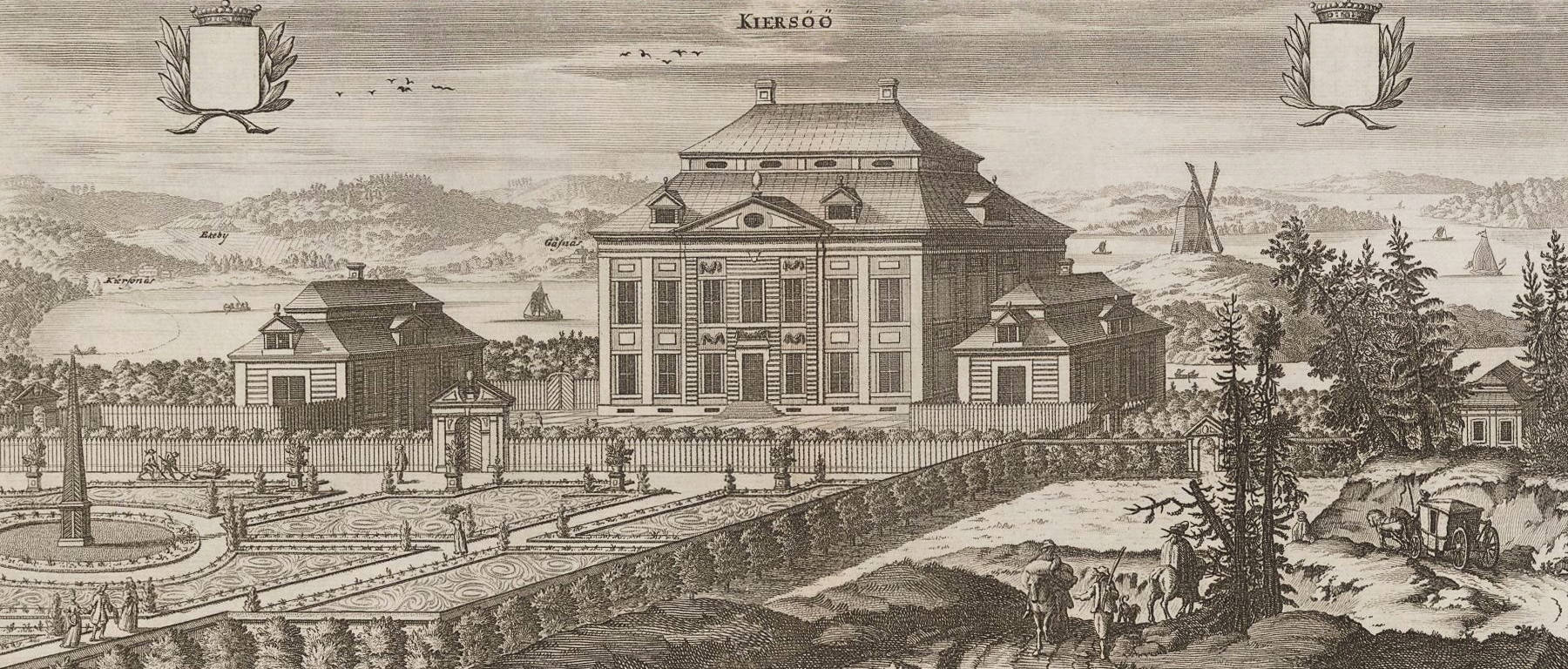
"Kiersöö" enligt Erik Dahlbergh i Sueciaverket, 1870-tal.
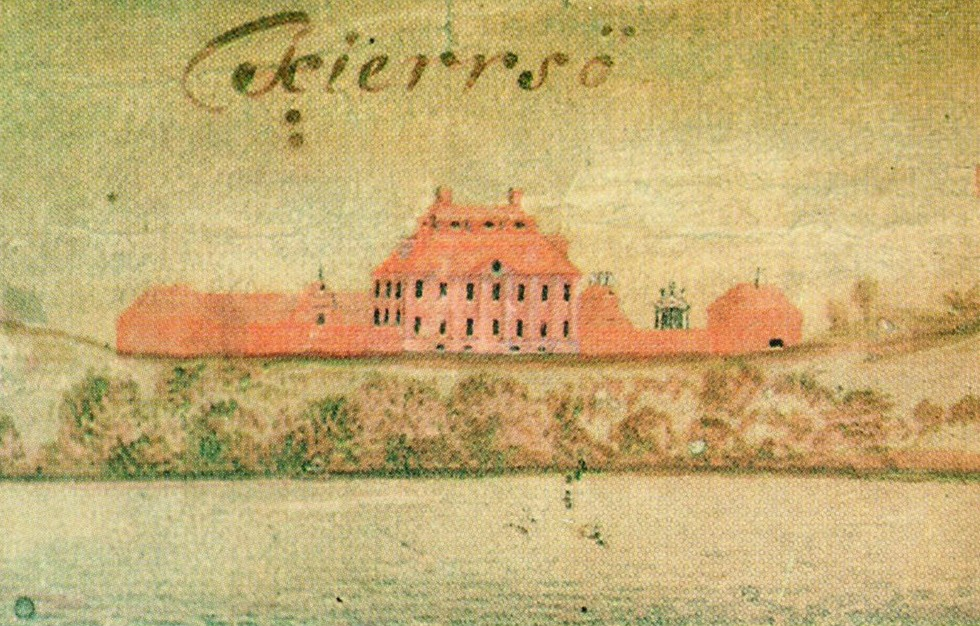
"Kierrsö" på Gripenhielms Mälarkarta, 1689.
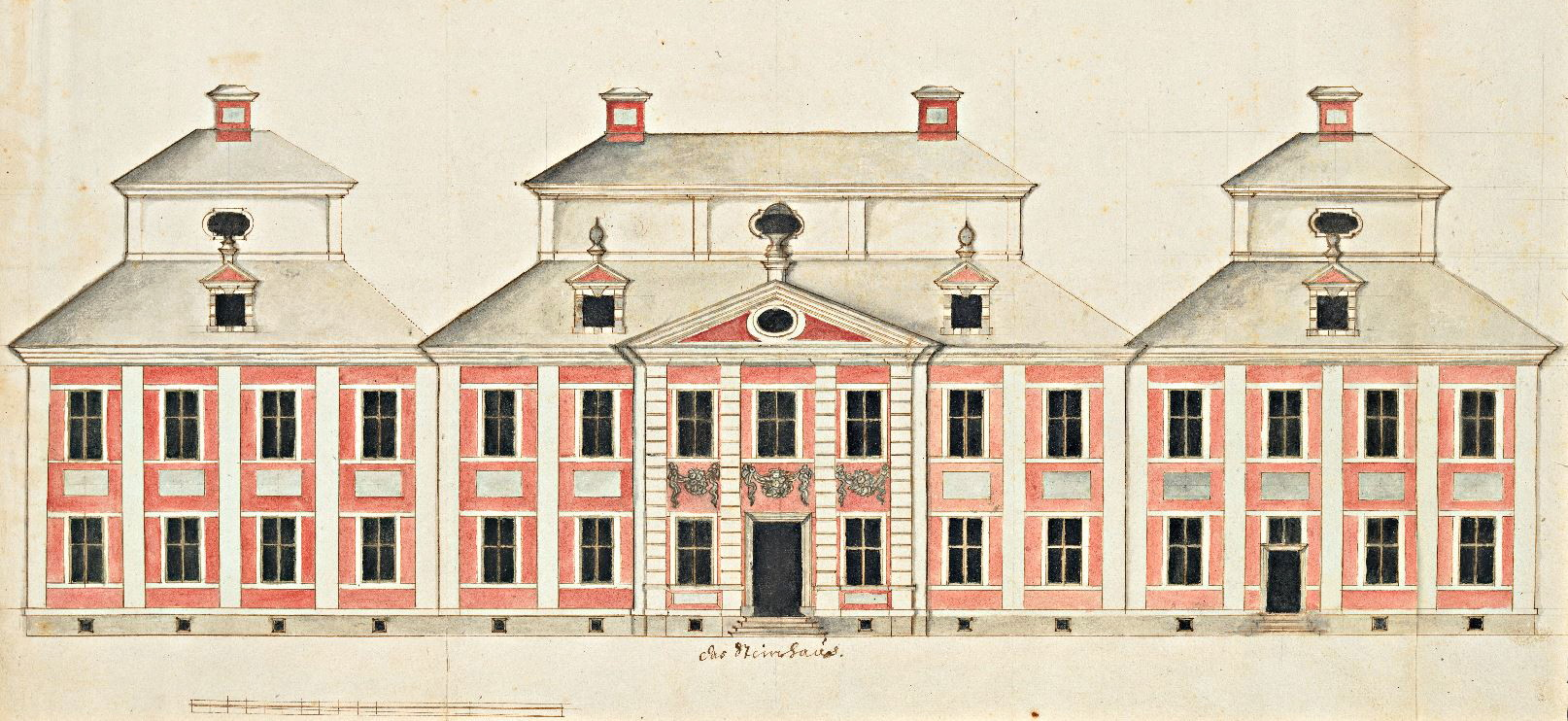
"Das Steinhaus", fasadritning av okänd arkitekt.

## Gårdens vidare öden
Kärsö gård förvärvades 1904 av brukspatron Carl Oscar Kjellberg som tillhörde den kända Göteborgssläkten Kjellberg. Han lät bygga bottenvåningens sal ut åt sjösidan efter ritningar av arkitekt Torben Grut. Efter Carl Oscar Kjellbergs död 1932 ärvdes egendomen av hans änka Carin Kjellberg (född Redlund) och deras barn. Den siste Kjellberg på Kärsö gård var sonen Rolf C:son (död 2004). Egendomen utgör med sina cirka 350 hektar åkerjord och skog en av de största privatägda egendomarna i Ekerö kommun tillsammans med Stafsund, Menhammar gård, Bona gård och Malmvik. I maj 2006 förvärvade Menhammar stuteri Kärsö gård med tillhörande markegendom och genomförde en omfattande renovering.

## Huvudbyggnad och parken
Kärsö gårds huvudbyggnad är ett putsat stenhus i två våningar under ett brutet och valmat sadeltak. Fasaderna indelas av palladianska pilaster, som står gråvita mot putsfält i gammalrosa kulör. Entrésidan accentueras av en något framträdande mittrisalit krönt av en tympanon. Under mittrisalitens fönster hänger blomsterfestonger, som är utförda i sandsten och härrör troligen från ursprungsbyggnaden. Trots att byggnaden en gång i tiden brandskadades är entréfasaden, bortsedd från säteritaket, mycket lik den fasadritning från 1600-talets slut, som kallas ”das Steinhaus”. Corps de logi flankeras mot sydväst av två fristående flyglar.
Mot norr sträcker sig gårdens engelska park, som anlades kring en rund sjö, vilken är en vattenfylld dödisgrop från senaste istiden. I parken finns en mängd mindre byggnader som lusthus, duvslag, badhus och flera paviljonger från slutet av 1800-talet. En minnessten står på en udde vid Långtarmen. Stenen är av granit och tre meter hög och bär bland annat inskriptionen: ”TILL MINNE AV BRUKSPATRON CARL KJELLBERG SOM FÖRVÄRVADE KERSÖ 1904”. Däröver finns en reliefskulptur i brons av skulptören Carl Fagerberg visande Carl Kjellberg.

## Bilder

Huvudbyggnad
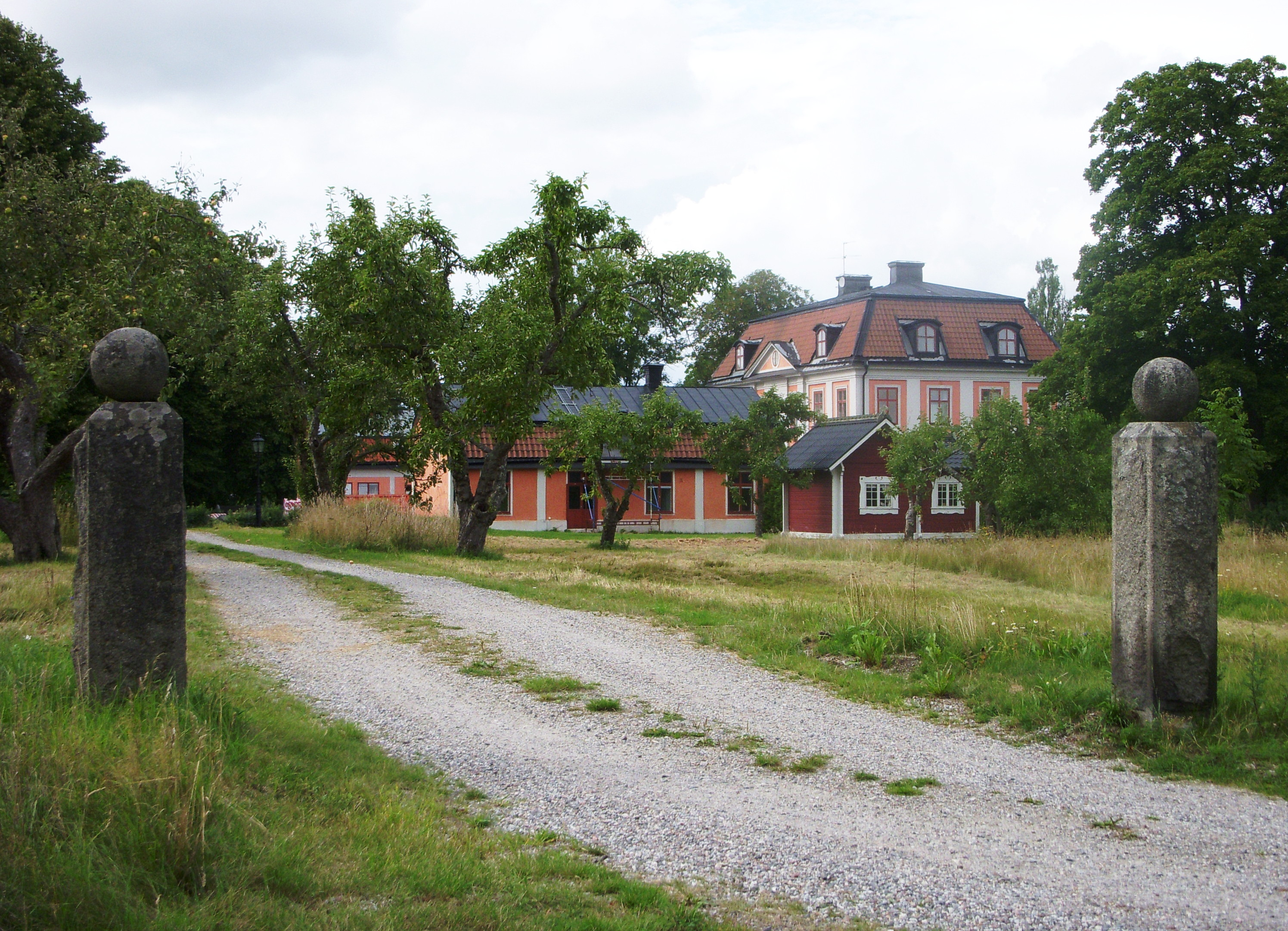
Huvudbyggnad och flyglarna från sydväst
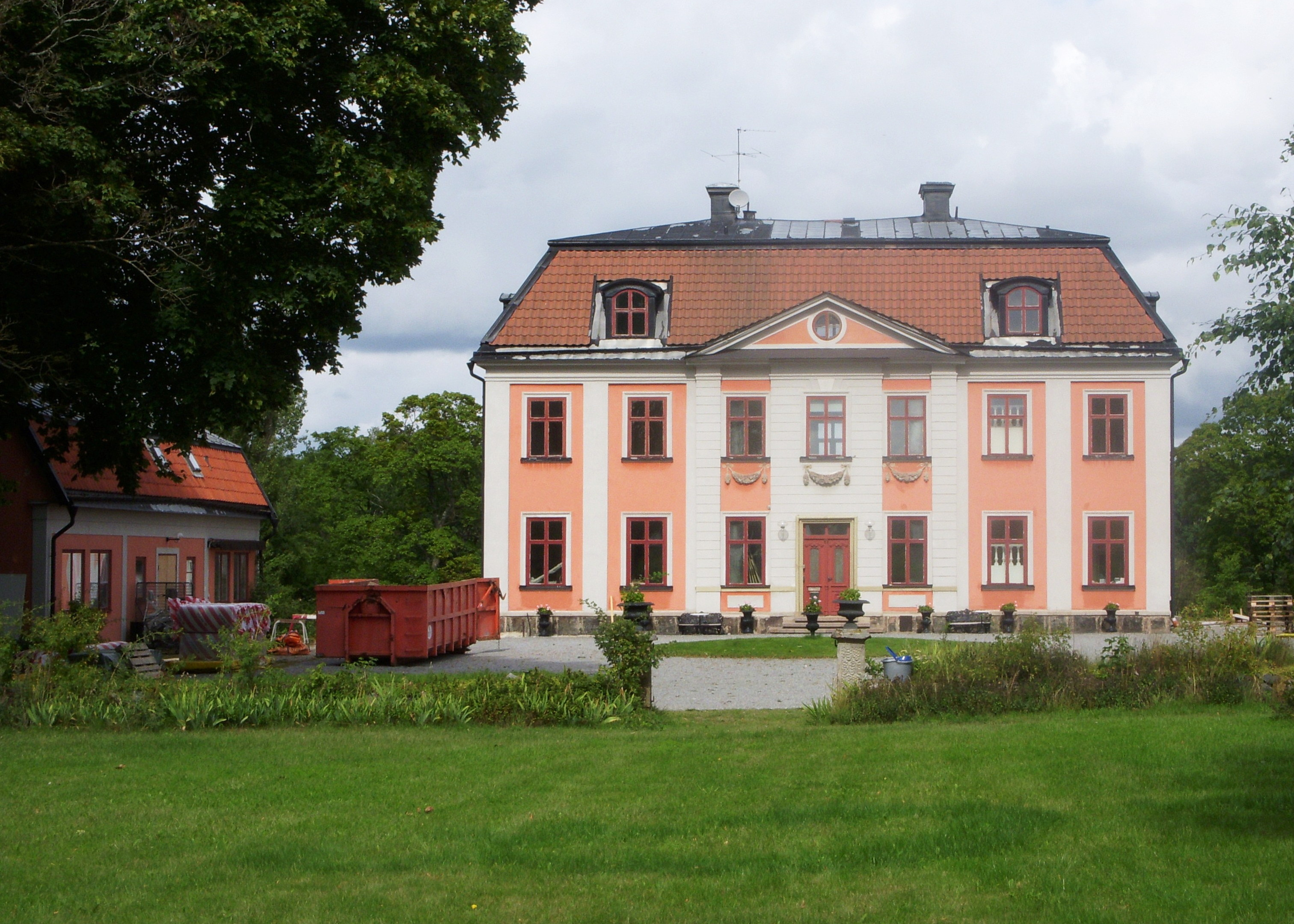
Entréfasaden och norra flygeln
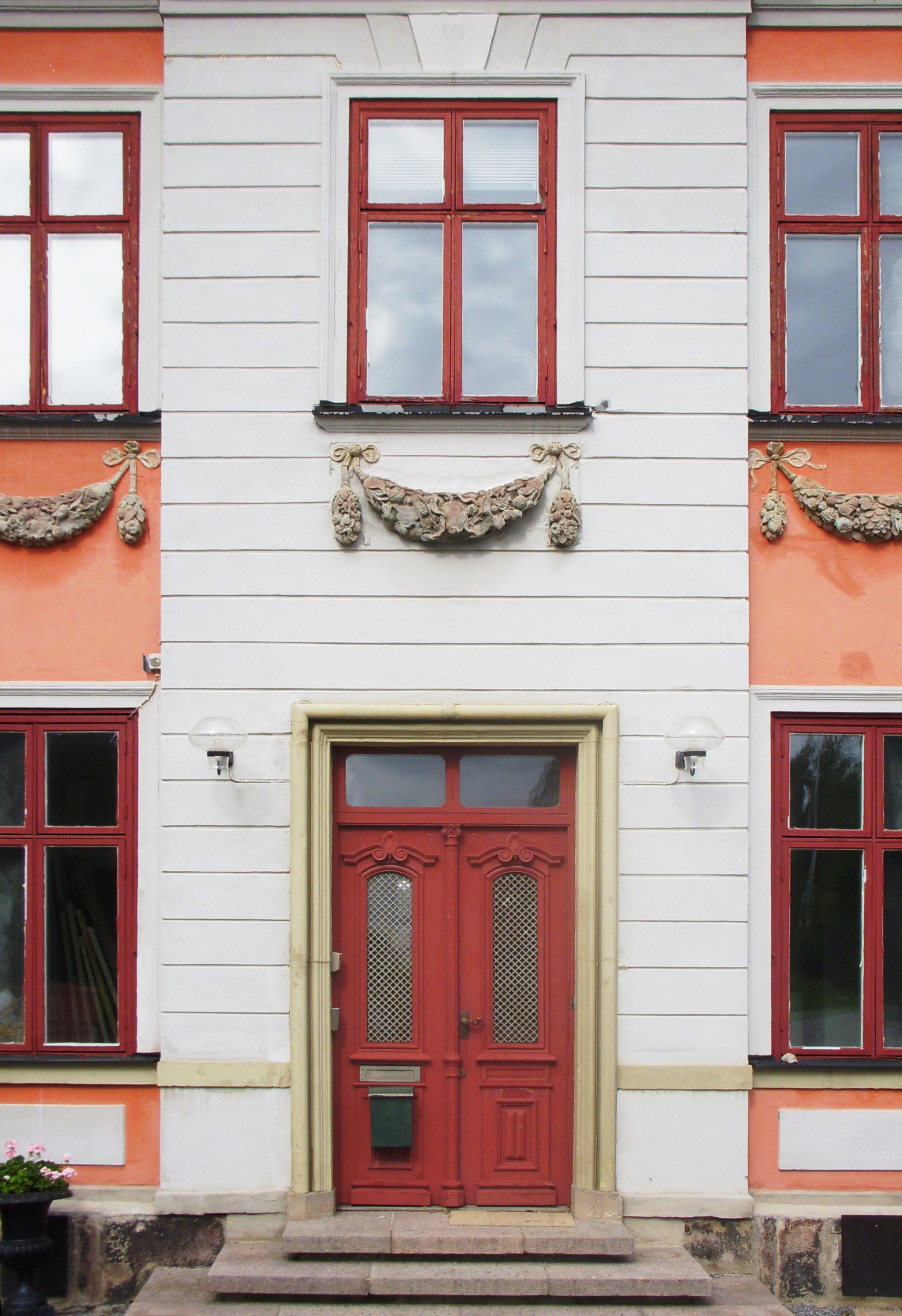
Huvudentrén
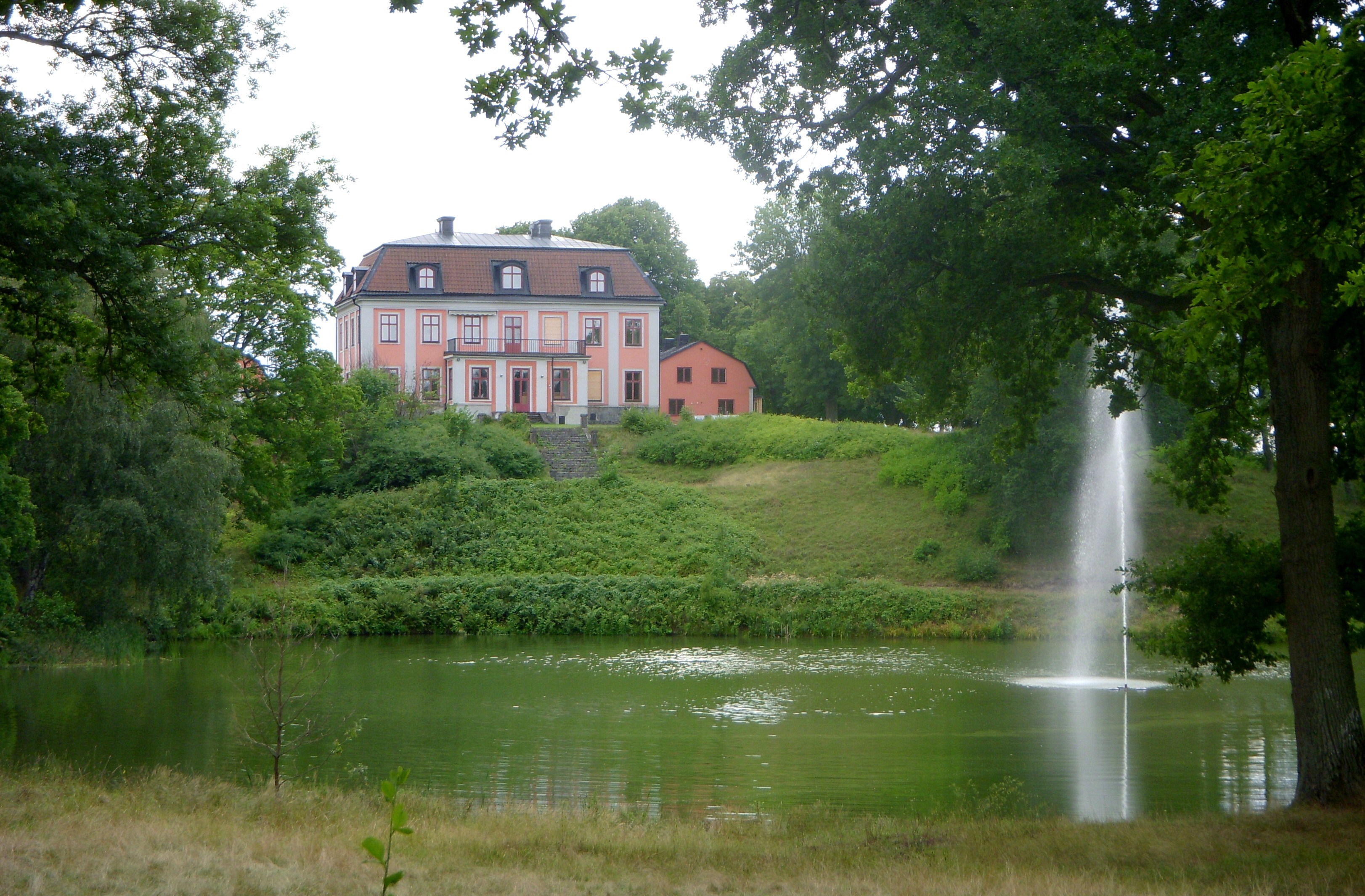
Dammen med fontän och huvudbyggnaden i bakgrunden
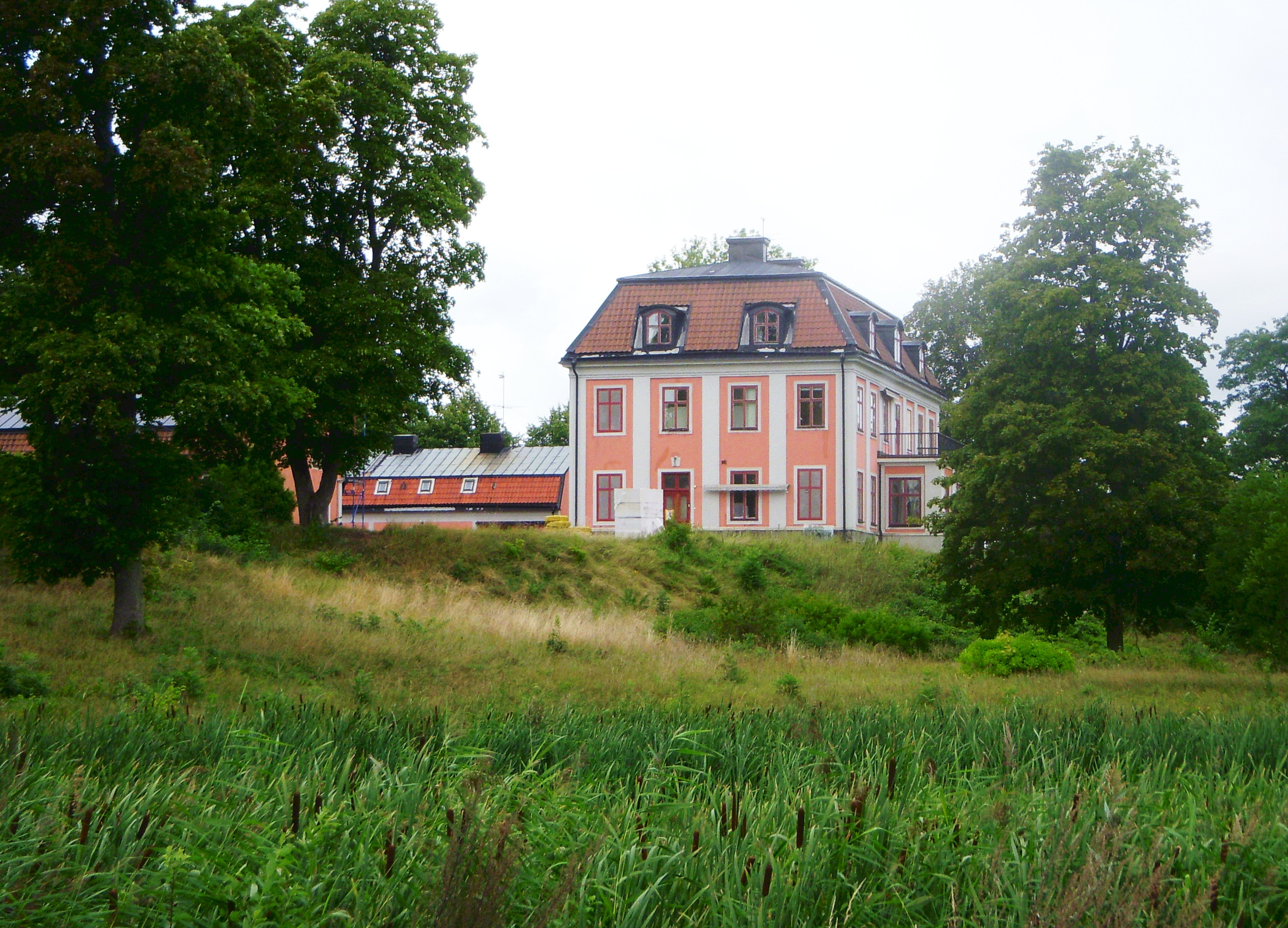
Fasad mot söder

Parken
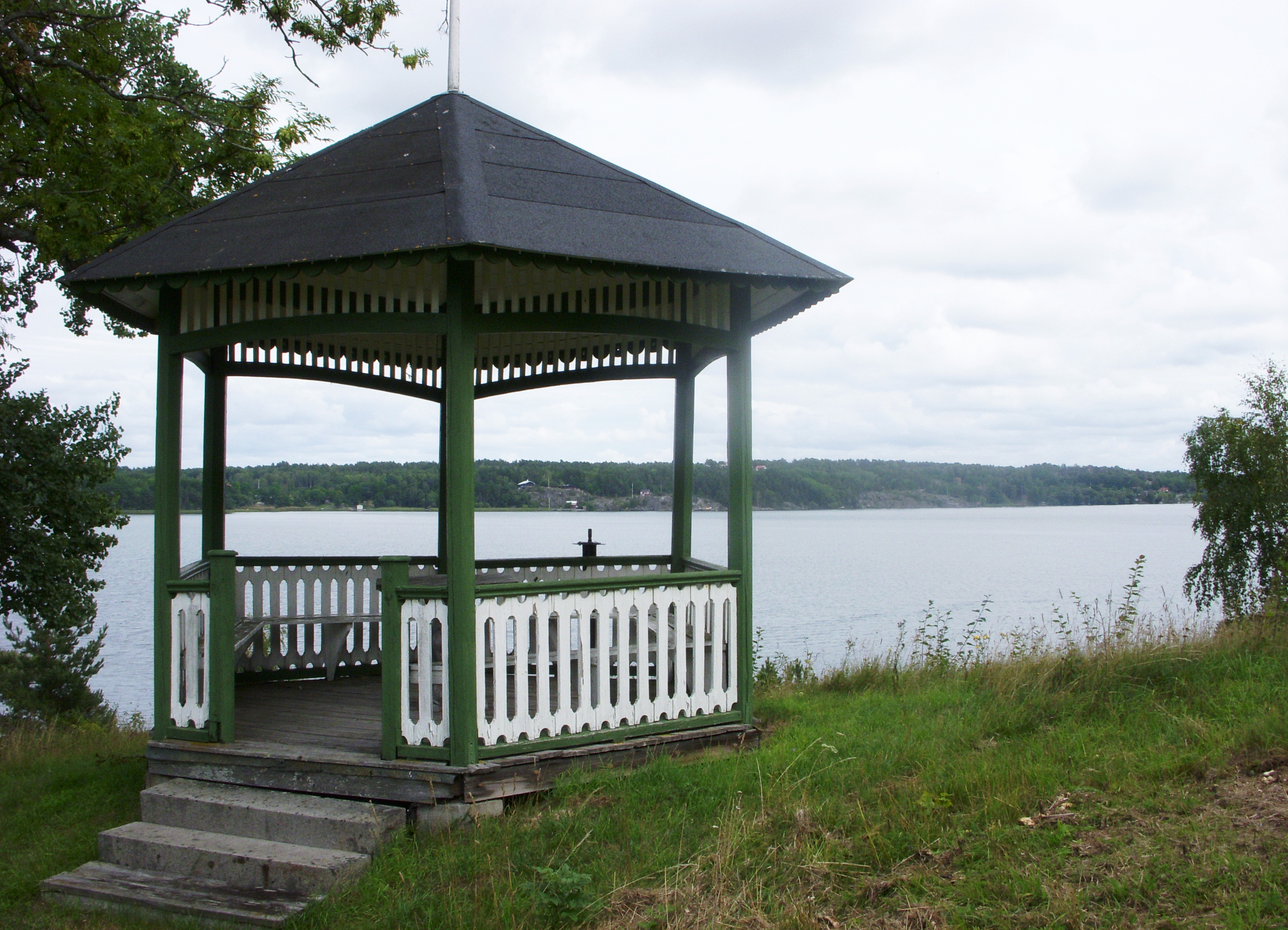
Paviljong med utsikt över Långtarmen
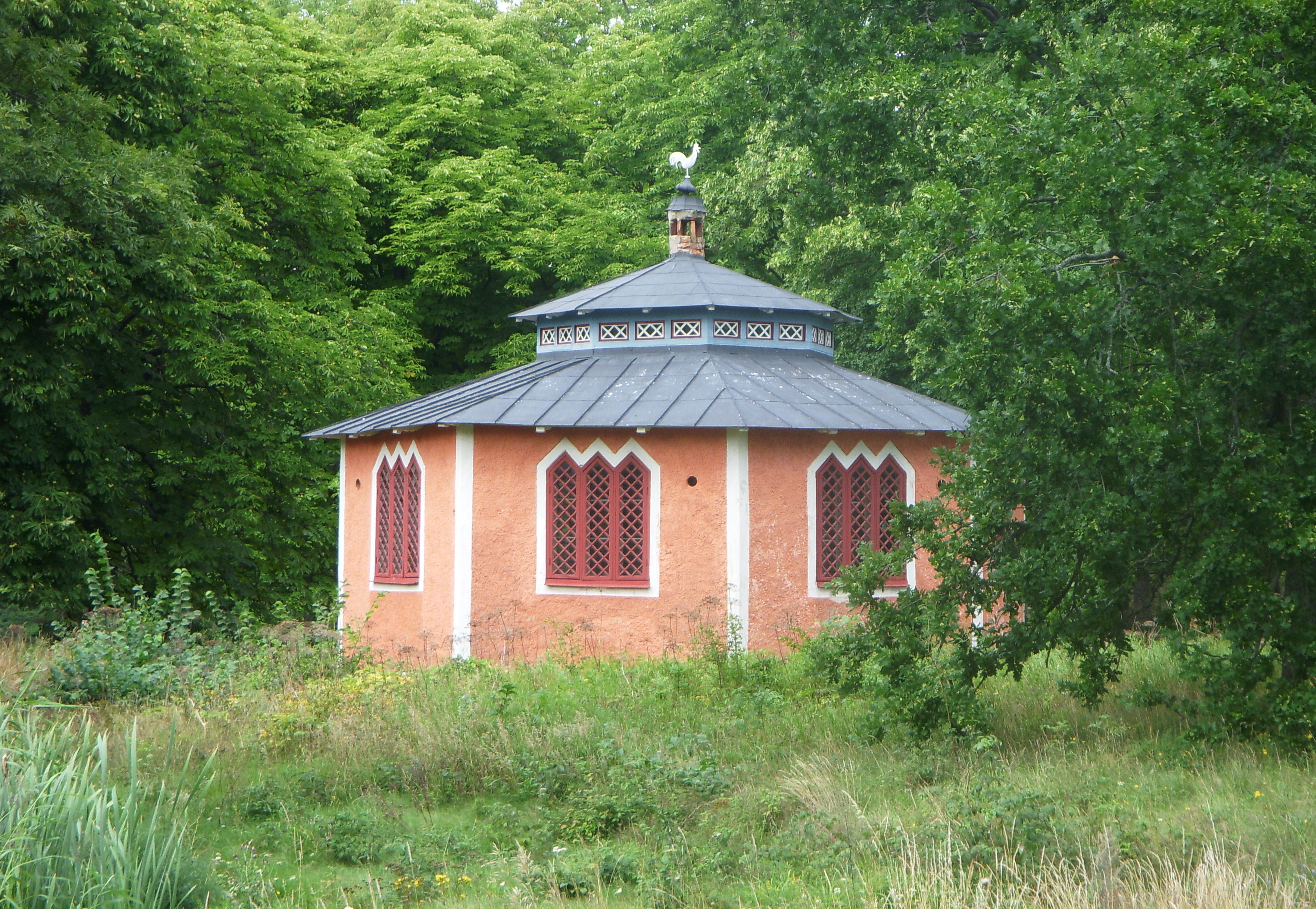
Lusthus
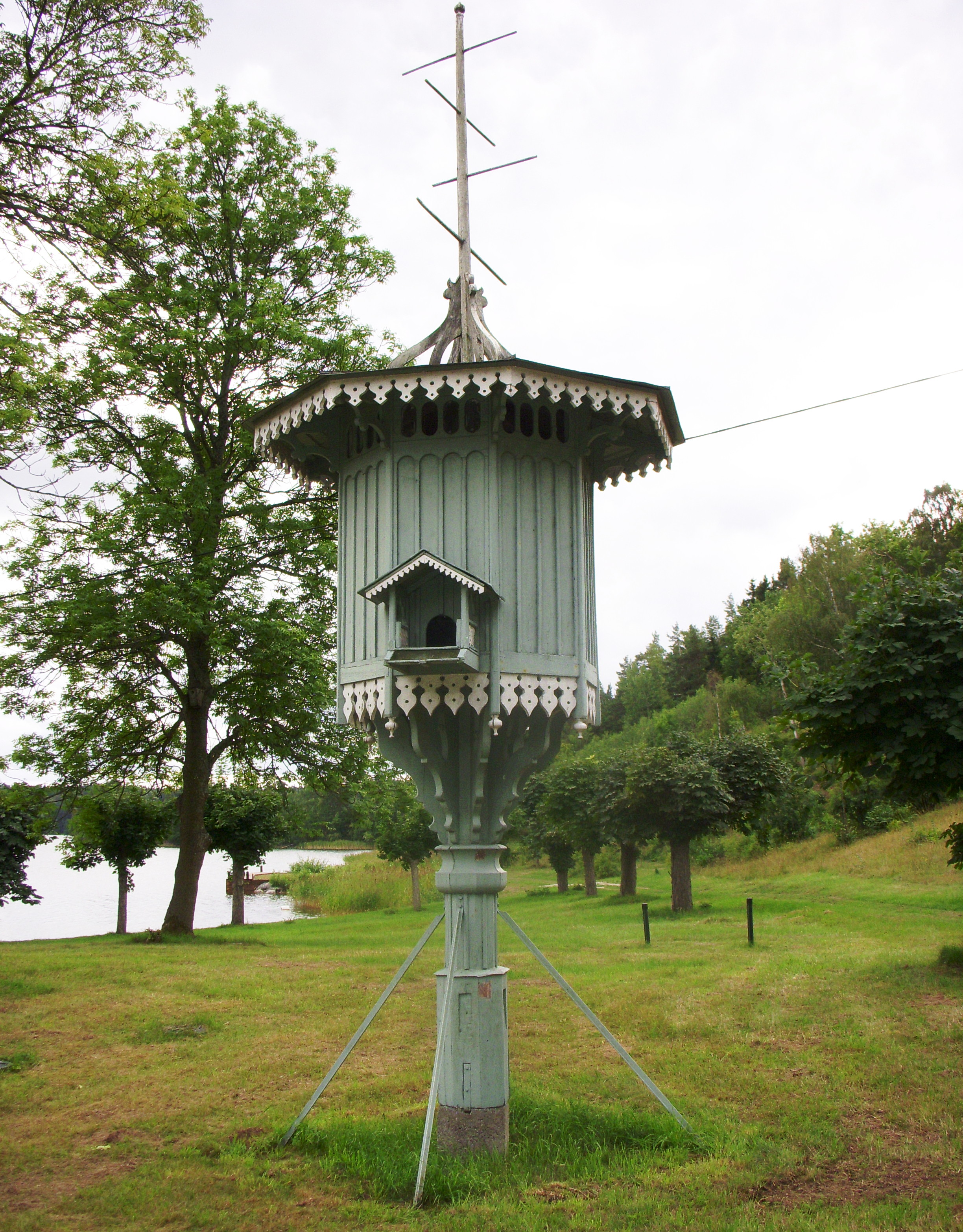
Duvslag
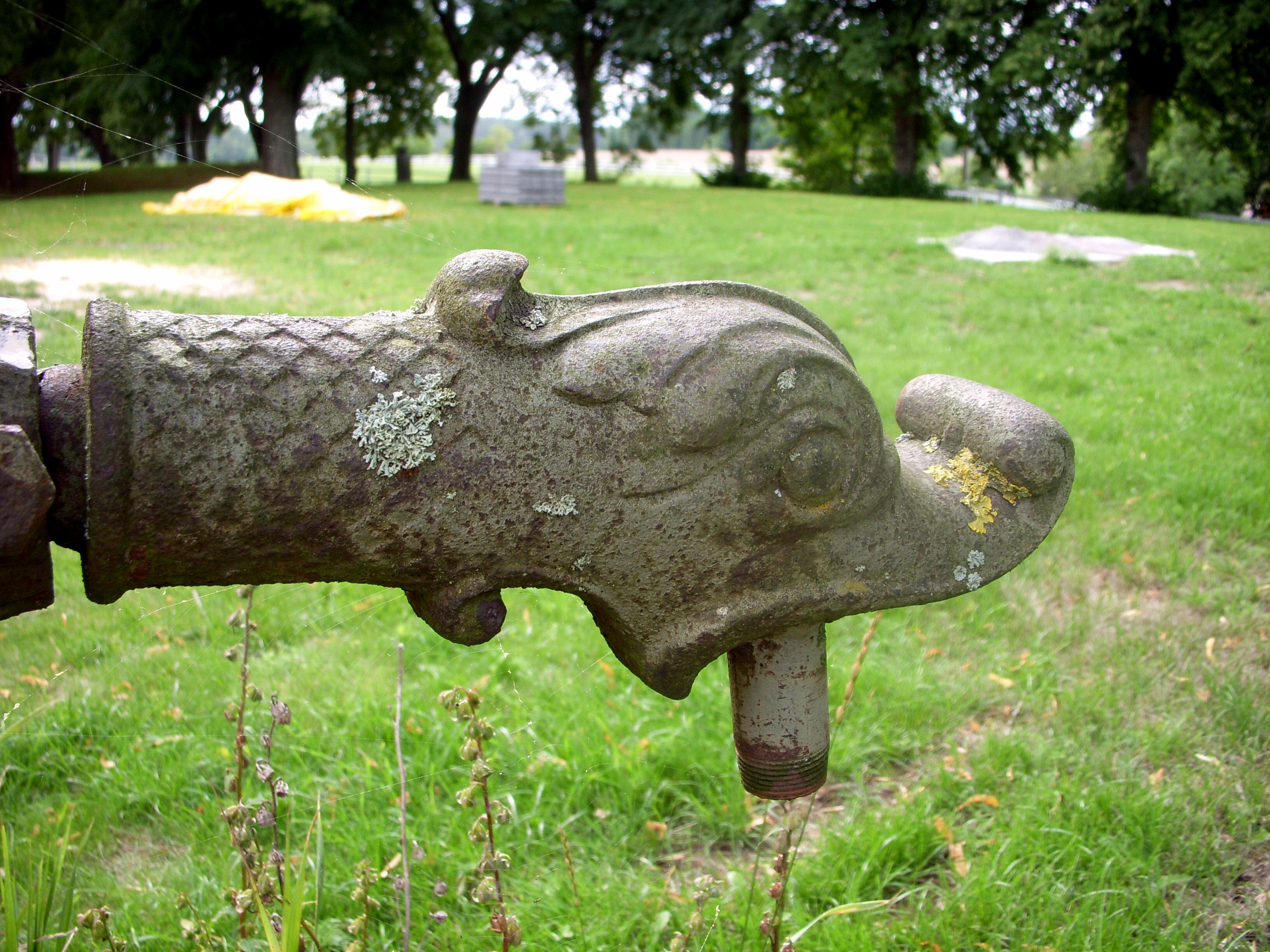
Vattentappställe i parken
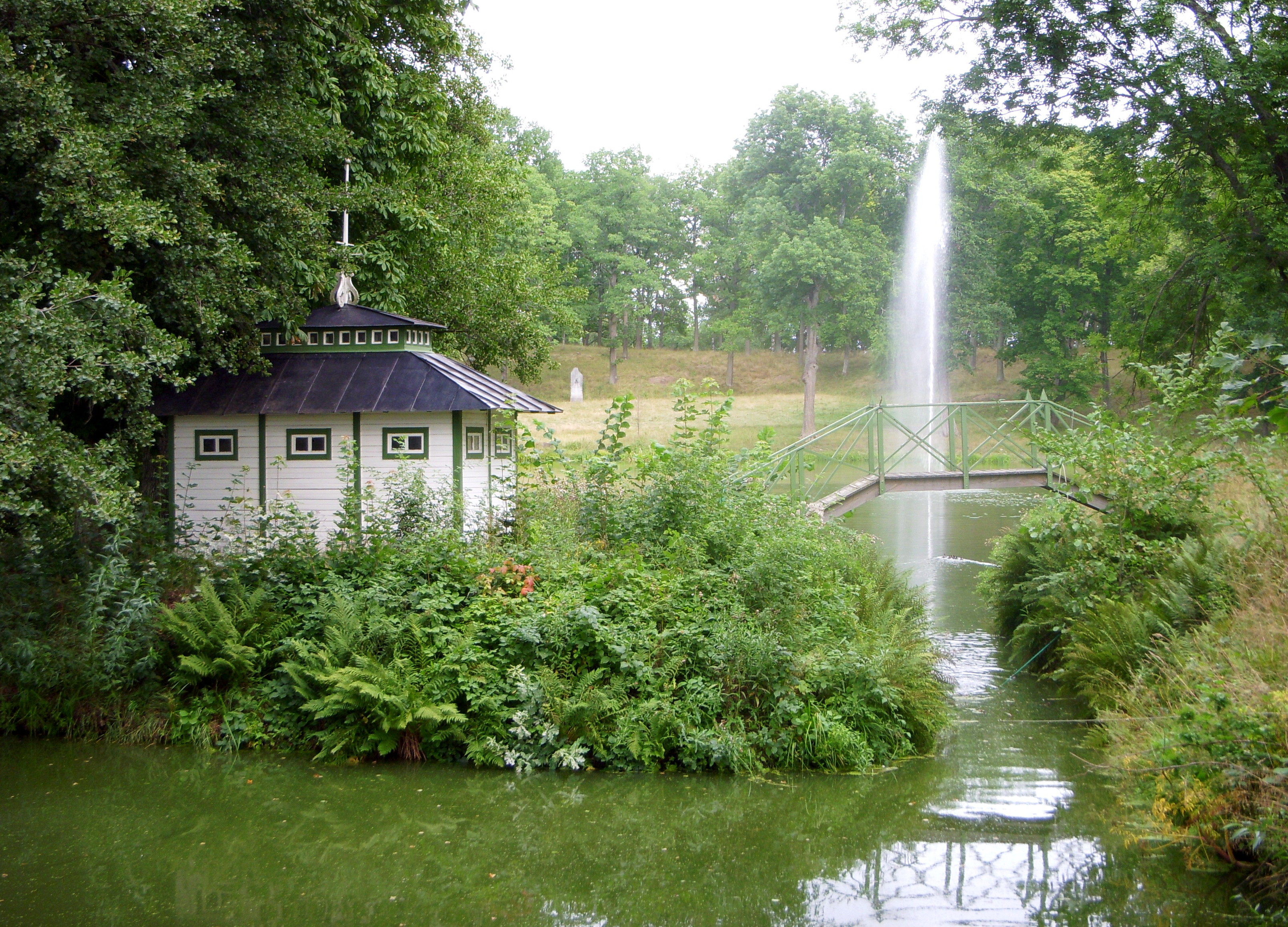
Dammen med lusthus och bro